# ANZA
ANZA（アンザ、1976年5月4日 - ）は、日本の歌手、女優。本名および旧芸名は大山 アンザ（おおやま - ）。身長160cm。血液型はA型。長崎県大村市出身。堀越高等学校卒業。元スターダストプロモーション所属。桜っ子クラブさくら組の元メンバー。4人兄弟の長女であり、妹はモデルのChiho（大山千穂）。
舞台女優、歌手としての活動もしながらロックバンド・HEAD PHONES PRESIDENTのヴォーカリストとして日本国外でも活動している。

## 来歴
1992年、15歳の時に大山アンザとしてテレビドラマ『中学生日記』でデビュー。その後、アイドルユニット桜っ子クラブさくら組のメンバーとして活動し、森野文子とユニット「MOMO」を結成。
1993年、ミュージカル『美少女戦士セーラームーン』（バンダイ版）で主役の初代・月野うさぎ / セーラームーン役に抜擢され、1998年2月までの5年間（計382公演）演じた。
1998年、ANZAに改め、ソロ歌手としてシングル『Dream』でデビュー。
2000年、ロックバンド・HEAD PHONES PRESIDENTを結成。
2015年、ミュージカル『美少女戦士セーラームーン』の音楽を担当していた小坂明子とイベント「ANZA ∞ 小坂明子 ～伝説は永遠に～」を開催。
2019年、小坂の芸歴45周年を記念したイベント「小坂明子45周年記念 美少女戦士セーラームーン Music History Supported by Pretty Guardians」に出演。
2023年、小坂との2度目となるイベント「ANZA∞小坂明子 「未来が過去になる日」」を、同年9月24日に開催。

## 人物・エピソード
南アフリカ ケープタウン生まれ。父親が日本人で母親がスペイン系南アフリカ人。長崎県大村市、愛知県東海市などで育つ。

### ミュージカル『美少女戦士セーラームーン』関連
- 上記の通り、1993年から1998年までミュージカル『美少女戦士セーラームーン』の初代・月野うさぎ / セーラームーン役として出演していたが、後に本人が語るところによれば、初代組もオーディションのようなものが存在していたといい、スタッフからは当初、初代・水野亜美 / セーラーマーキュリー役で出演していた森野文子がセーラームーン役で、ANZAがセーラーマーキュリー役の候補として考えられており、オーディションでもANZAはセーラーマーキュリーの台詞を言わされたと語っている[6]。
- また、『セーラームーン』に出演していた当初の1993年頃はまだ高校生であり、期末テストや中間テストの時期とミュージカルの稽古がかぶってしまうため、いつもテストを受けられず追試となり、（本人曰く「あやちゃん（森野文子）とヒーコラヒーコラ言いながら」）舞台と学業の両立を必死に頑張っていたと語っている[7]。
- 『セーラームーン』内で歌われる「Knockin' Down Hesitation」は、セーラー戦士としてのソロ曲が無いと嘆いたANZAが、当時安室奈美恵のファンだったことから音楽担当の小坂に「先生、安室ちゃんみたいな曲うさぎで歌いたい！」と直談判して作ってもらった楽曲である（しかし、「Knockin' Down Hesitation」はセーラームーンではなく月野うさぎとしてのソロ曲だったため、卒業後にセーラー戦士のソロ曲が作られていったことに対して羨ましかったと語っている）[6]。
- 『セーラームーン』で共演した森野文子とは現在でも交流が続いており、2022年に発売された写真集「Anza 30th Anniversary book『currently』」には森野との対談が掲載されている[8]。また、2代目・火野レイ / セーラーマーズ役の岩名美紗子とも現在も非常に仲が良く、岩名の芸能界引退後もANZAのソロライヴの常連ゲストとして度々参加しており、2011年5月1日に行われたANZAの20周年記念ライヴ「ANZA's box」や、2022年10月9日に行われた30周年記念ライヴ「Anza 30th Anniversary Solo Live」にもゲスト出演している[9]。
- 音楽を担当した小坂とは、2014年に開催されたソロライヴ（このライヴでは上記の岩名の他に、ミュージカルで夜天光 / セーラースターヒーラー役だった奥山桃子もゲスト出演していた）に小坂が観客として来場[10][7]して以来、お互いのSNSに度々登場している。また、2015年にはミュージカルで共演した望月祐多や笠原竜司らと共にイベント「ANZA ∞ 小坂明子 ～伝説は永遠に～」を開催したり、2020年と2021年には小坂のYouTubeチャンネル「小坂明子のちいさな家」での生配信に出演するなど、現在でも親交が厚い。

## 出演
※太字は主演。

### テレビドラマ
- 中学生日記（1992年、NHK名古屋放送局） - 生徒 役
- 進め!地球防衛少女隊（1992年、関西テレビ） - アンザ・オーヤマ 役
- 真・女神転生デビルサマナー（1998年、テレビ東京） - 神谷統一郎 役

### 舞台

#### 1990年代
- ミュージカル『美少女戦士セーラームーン』（1993年8月11日 - 1998年2月16日、サンシャイン劇場 他） - 月野うさぎ / セーラームーン 役 
  - 美少女戦士セーラームーン 外伝ダーク・キングダム復活篇
  - 美少女戦士セーラームーン 外伝ダーク・キングダム復活篇【改訂版】
  - 美少女戦士セーラームーンS スーパースプリングフェスティバル
  - 美少女戦士セーラームーンS うさぎ・愛の戦士への道
  - 美少女戦士セーラームーンS 変身・スーパー戦士への道
  - 美少女戦士セーラームーンS 変身・スーパー戦士への道【改訂版】
  - 美少女戦士セーラームーンスーパーズ 夢戦士・愛・永遠に
  - 美少女戦士セーラームーンスーパーズ 夢戦士・愛・永遠に【改訂版】
  - 美少女戦士セーラームーンスーパーズ スペシャルミュージカルショー
  - 美少女戦士セーラームーン セーラースターズ
  - 美少女戦士セーラームーン セーラースターズ【改訂版】
  - 美少女戦士セーラームーン 永遠伝説
  - 美少女戦士セーラームーン 永遠伝説【改訂版】
- ミュージカル『2050年の青い鳥』（1997年12月 - 1998年2月） - チルチル 役
- BOYS BE…ALIVE（1999年、サンシャイン劇場） - 日替わりゲスト

#### 2000年代
- 陽のあたる教室（2000年3月 - 4月） - ロウィーナ 役 / 他
- 美少女戦士セーラームーン 10th ANNIVERSARY Festival（3月24日、28日、30日 - 31日、新神戸オリエンタル劇場、サンシャイン劇場）
- 恋人たちの予感（2002年7月 - 8月） - エミリー 役 / 他
- ミュージカル『レ・ミゼラブル』（2003年7月 - 2006年4月、帝国劇場） - エポニーヌ 役
- 劇団夜想会『三人姉妹』（2004年4月） - イリーナ 役
- ミュージカル『ミス・サイゴン』（2004年8月 - 11月、帝国劇場） - エレン 役
- ジャック・ブレルは今日もパリに生きて歌っている（2006年9月 - 10月、サンシャイン劇場）
- GIFT (ミュージカル)（2006年12月 - ） - 彩香 役
- 音楽劇『愛、時をこえて 関ヶ原異聞』（2007年9月、中日劇場 他） - 信徒・マルゲリータ 役
- GIFT (ミュージカル)（2007年12月 - ） - 彩香 役
- ミュージカルコメディ『妊娠させて！』（2008年2月1日 - 7日、東京芸術劇場小ホール） - 月野弥生 役
- 襤褸と宝石（2008年6月5日 - 8日、両国シアターX）- ジュリア（沢本百合子） 役
- 竹内まりやソングミュージカル『本気でオンリーユー』（2008年9月12日 - 10月5日、PARCO劇場）- 本間彩子 役
- GIFT (ミュージカル)（2008年12月 - ）- 彩香 役
- The Musical AIDA アイーダ（2009年8月- 10月、東京国際フォーラム・梅田芸術劇場） - アムネリス 役
- シェルブールの雨傘（2009年12月、日生劇場） - マドレーヌ 役

#### 2020年代
- ビューティフル・サンディ（2025年3月19日 - 23日、シアターマーキュリー新宿） - ちひろ 役[11]

### PV
- VAMPS「TROUBLE」（2009年）

### 声優出演
- テレビアニメ『カードキャプターさくら』第43話（1999年6月1日） - 女の子[12]

## ディスコグラフィ

### シングル
| #                          | 発売日           | タイトル         | c/w              | 規格             | 規格品番         |
| リヴィング・ハイ           | リヴィング・ハイ | リヴィング・ハイ | リヴィング・ハイ | リヴィング・ハイ | リヴィング・ハイ |
| -------------------------- | ---------------- | ---------------- | ---------------- | ---------------- | ---------------- |
| 1st                        | 1998年4月18日    | Dream            | Cry Baby         | Maxi             | SLH-98003        |
| ビクターエンタテインメント |                  |                  |                  |                  |                  |
| 2nd                        | 1999年4月21日    | 扉をあけて       | 見えない地図     | 8cmCD            | VIDL-30422       |
| ユニバーサルミュージック   |                  |                  |                  |                  |                  |
| 3rd                        | 2006年8月2日     | 彼方へ           | 翼               | Maxi             | UPCH-5414        |

### 参加楽曲
| 発売日        | 商品名      | 歌   | 楽曲                   | 備考                                                            |
| ------------- | ----------- | ---- | ---------------------- | --------------------------------------------------------------- |
| 2020年1月13日 | 月色Chainon | ANZA | 「“らしく”いきましょ」 | 劇場版『美少女戦士セーラームーンEternal』後編エンディングテーマ |

### タイアップ
| 曲名         | タイアップ                                                     | 収録作品               |
| ------------ | -------------------------------------------------------------- | ---------------------- |
| 扉をあけて   | NHKアニメーション『カードキャプターさくら』オープニングテーマ  | シングル「扉をあけて」 |
| 見えない地図 | NHKアニメーション『カードキャプターさくら』68話挿入歌          | シングル「扉をあけて」 |
| 彼方へ       | 朝日放送・テレビ朝日系アニメ『ガラスの艦隊』エンディングテーマ | シングル「彼方へ」     |

## 出版

### 写真集
- ANZA COMPLETE（1997年8月発売、ジャパンミックス刊）ISBN 4-88321-382-X